# 1015
Il 1015 (MXV in numeri romani) è un anno  dell'XI secolo.

## Eventi
- 15 luglio - Vladimir I di Kiev muore e gli succede come gran principe della Rus' di Kiev Svjatopolk I di Kiev.
- Agosto - Canuto il Grande di Danimarca lancia un'invasione all'Inghilterra.
- Il Conte Eiríkr Hákonarson vieta i Berserkr in Norvegia.
- Olaf II di Norvegia si dichiara Re di Norvegia.
- L'esercito di Ghaznavid invade Kashmir, ma viene sconfitto.

## Nati
- Al-Badr al-Jamali, militare e funzionario armeno († 1094)
- Anawrahta, sovrano birmano († 1078)
- Frozza Orseolo, nobildonna italiana († 1071)
- Harald III di Norvegia, re († 1066)
- Michele V il Calafato, imperatore bizantino († 1042)
- Ottone II del Monferrato, sovrano italiano († 1084)
- Roger de Beaumont, nobile normanno († 1094)

## Morti
- 5 febbraio - Adelaide di Vilich, badessa e santa tedesca
- 13 febbraio - Gilberto di Meaux, vescovo e santo francese
- 22 aprile - Rotboldo III di Provenza, marchese
- 28 aprile - Megingaudo di Eichstätt, vescovo cattolico tedesco
- 14 maggio - Berta degli Obertenghi, nobile italiana
- 15 luglio - Vladimir I di Kiev, santo russo
- 24 luglio - Boris e Gleb, russo
- 1º settembre - Gero II, nobile tedesco
- 12 settembre - Lamberto I di Lovanio, nobile fiammingo (n. 950)
- 11 novembre - Al-Sharif al-Radi, teologo e giurista arabo (n. 970)
- 14 dicembre - Arduino d'Ivrea, marchese
- 24 dicembre - Megingaudo di Treviri, arcivescovo cattolico tedesco
- Ernesto I di Svevia, nobile tedesco
- Gavril Radomir, sovrano bulgaro
- Goffredo di Brionne, nobile normanno
- Æthelmær il Robusto, nobile inglese

## Calendario
| Calendario 1015 | Calendario 1015 | Calendario 1015 | Calendario 1015 | Calendario 1015 | Calendario 1015 | Calendario 1015 | Calendario 1015 | Calendario 1015 | Calendario 1015 | Calendario 1015 | Calendario 1015 | Calendario 1015 | Calendario 1015 | Calendario 1015 | Calendario 1015 | Calendario 1015 | Calendario 1015 | Calendario 1015 | Calendario 1015 | Calendario 1015 | Calendario 1015 | Calendario 1015 | Calendario 1015 | Calendario 1015 | Calendario 1015 | Calendario 1015 | Calendario 1015 | Calendario 1015 | Calendario 1015 | Calendario 1015 | Calendario 1015 | Calendario 1015 |
| --------------- | --------------- | --------------- | --------------- | --------------- | --------------- | --------------- | --------------- | --------------- | --------------- | --------------- | --------------- | --------------- | --------------- | --------------- | --------------- | --------------- | --------------- | --------------- | --------------- | --------------- | --------------- | --------------- | --------------- | --------------- | --------------- | --------------- | --------------- | --------------- | --------------- | --------------- | --------------- | --------------- |
|                 | 1               | 2               | 3               | 4               | 5               | 6               | 7               | 8               | 9               | 10              | 11              | 12              | 13              | 14              | 15              | 16              | 17              | 18              | 19              | 20              | 21              | 22              | 23              | 24              | 25              | 26              | 27              | 28              | 29              | 30              | 31              |                 |
| Gennaio         | Sa              | Do              | Lu              | Ma              | Me              | Gi              | Ve              | Sa              | Do              | Lu              | Ma              | Me              | Gi              | Ve              | Sa              | Do              | Lu              | Ma              | Me              | Gi              | Ve              | Sa              | Do              | Lu              | Ma              | Me              | Gi              | Ve              | Sa              | Do              | Lu              |                 |
| Febbraio        | Ma              | Me              | Gi              | Ve              | Sa              | Do              | Lu              | Ma              | Me              | Gi              | Ve              | Sa              | Do              | Lu              | Ma              | Me              | Gi              | Ve              | Sa              | Do              | Lu              | Ma              | Me              | Gi              | Ve              | Sa              | Do              | Lu              |                 |                 |                 |                 |
| Marzo           | Ma              | Me              | Gi              | Ve              | Sa              | Do              | Lu              | Ma              | Me              | Gi              | Ve              | Sa              | Do              | Lu              | Ma              | Me              | Gi              | Ve              | Sa              | Do              | Lu              | Ma              | Me              | Gi              | Ve              | Sa              | Do              | Lu              | Ma              | Me              | Gi              |                 |
| Aprile          | Ve              | Sa              | Do              | Lu              | Ma              | Me              | Gi              | Ve              | Sa              | Do              | Lu              | Ma              | Me              | Gi              | Ve              | Sa              | Do              | Lu              | Ma              | Me              | Gi              | Ve              | Sa              | Do              | Lu              | Ma              | Me              | Gi              | Ve              | Sa              |                 |                 |
| Maggio          | Do              | Lu              | Ma              | Me              | Gi              | Ve              | Sa              | Do              | Lu              | Ma              | Me              | Gi              | Ve              | Sa              | Do              | Lu              | Ma              | Me              | Gi              | Ve              | Sa              | Do              | Lu              | Ma              | Me              | Gi              | Ve              | Sa              | Do              | Lu              | Ma              |                 |
| Giugno          | Me              | Gi              | Ve              | Sa              | Do              | Lu              | Ma              | Me              | Gi              | Ve              | Sa              | Do              | Lu              | Ma              | Me              | Gi              | Ve              | Sa              | Do              | Lu              | Ma              | Me              | Gi              | Ve              | Sa              | Do              | Lu              | Ma              | Me              | Gi              |                 |                 |
| Luglio          | Ve              | Sa              | Do              | Lu              | Ma              | Me              | Gi              | Ve              | Sa              | Do              | Lu              | Ma              | Me              | Gi              | Ve              | Sa              | Do              | Lu              | Ma              | Me              | Gi              | Ve              | Sa              | Do              | Lu              | Ma              | Me              | Gi              | Ve              | Sa              | Do              |                 |
| Agosto          | Lu              | Ma              | Me              | Gi              | Ve              | Sa              | Do              | Lu              | Ma              | Me              | Gi              | Ve              | Sa              | Do              | Lu              | Ma              | Me              | Gi              | Ve              | Sa              | Do              | Lu              | Ma              | Me              | Gi              | Ve              | Sa              | Do              | Lu              | Ma              | Me              |                 |
| Settembre       | Gi              | Ve              | Sa              | Do              | Lu              | Ma              | Me              | Gi              | Ve              | Sa              | Do              | Lu              | Ma              | Me              | Gi              | Ve              | Sa              | Do              | Lu              | Ma              | Me              | Gi              | Ve              | Sa              | Do              | Lu              | Ma              | Me              | Gi              | Ve              |                 |                 |
| Ottobre         | Sa              | Do              | Lu              | Ma              | Me              | Gi              | Ve              | Sa              | Do              | Lu              | Ma              | Me              | Gi              | Ve              | Sa              | Do              | Lu              | Ma              | Me              | Gi              | Ve              | Sa              | Do              | Lu              | Ma              | Me              | Gi              | Ve              | Sa              | Do              | Lu              |                 |
| Novembre        | Ma              | Me              | Gi              | Ve              | Sa              | Do              | Lu              | Ma              | Me              | Gi              | Ve              | Sa              | Do              | Lu              | Ma              | Me              | Gi              | Ve              | Sa              | Do              | Lu              | Ma              | Me              | Gi              | Ve              | Sa              | Do              | Lu              | Ma              | Me              |                 |                 |
| Dicembre        | Gi              | Ve              | Sa              | Do              | Lu              | Ma              | Me              | Gi              | Ve              | Sa              | Do              | Lu              | Ma              | Me              | Gi              | Ve              | Sa              | Do              | Lu              | Ma              | Me              | Gi              | Ve              | Sa              | Do              | Lu              | Ma              | Me              | Gi              | Ve              | Sa              |                 |